# Hiroyuki Takei
Pour les articles homonymes, voir Takei.
Hiroyuki Takei (武井 宏之, Takei Hiroyuki) est un auteur de manga, né le 15 mai 1972 dans la préfecture d'Aomori, au nord du Japon. Il est principalement connu pour être l'auteur de la série Shaman King.

## Biographie
Il a débuté dans le manga avec SD Hyakkaten, qui fut publié dans un fanzine. Il se fait rapidement remarquer grâce à son génie et son talent de dessinateur et devient ainsi un des assistants des célèbres mangakas Nobuhiro Watsuki (Kenshin le vagabond) mais également de Tamakichi Sakura (Shiawase no Katachi). C'est aussi lors de sa collaboration avec Nobuhiro Watsuki, qu'Hiroyuki Takei fera la connaissance d'un autre assistant : Eiichiro Oda, célèbre mangaka à qui l'on doit One Piece.
C’est avec sa première série manga Butsu Zone, publiée dans le Weekly Shonen Jump, que sa carrière a été propulsée en 1997. Il fut pour la première fois finaliste du prix Tezuka avec son manga Doragu Doll Dan mais c’est avec Itako no Anna qu’il a remporté ce prix.
Takei est surtout connu comme l'auteur du manga Shaman King, prépublié dans le Weekly Shōnen Jump de 1998 à 2004. A la mi-2021, il avait dépassé les 38 millions d'exemplaires vendus, et a été adapté en anime à deux reprises, dont la dernière en 2021 pour Netflix.
En 2005, il a été fait citoyen d'honneur de la ville d'Angoulême, où a lieu chaque année le Festival international de la bande dessinée.
Hiroyuki Takei est de retour dans le Weekly Shonen Jump 3 de 2007 avec Jumbor Angzengbang, série qui ne connut pas le succès attendu et fut forcée de se conclure en 10 chapitres.
En 2008, Hiroyuki Takei annonce sa future association américano-japonaise avec Stan Lee, afin de créer une nouvelle série, Ultimo. Cette série vit le jour dans le Jump Square #3 de 2009.

## Œuvres
- Anna l'Itako (one-shot)
- Death Zero (one-shot)
- Butsu Zone (3 volumes)
- Shaman King (32 volumes)
- Jumbor Angzengbang (1 volume)
- Ultimo (avec Stan Lee)
- Jumbor, écrit par Hiromasa Mikami
- Shaman King: Zero
- Shaman King Flowers
- Hyper Dash! Yonkurō
- Nekogahara (5 volumes)
- Shaman King: The Super Star